# Менглер, Жаки
Жаки Менглер (англ. Jacqui Mengler) — австралийская байдарочница. Она выиграла бронзовую медаль на Чемпионате мира по гребле на байдарках и каноэ в Дартмуте (Б-1 200 м) в 1997 году.